# أندي باتون
أندي باتون (بالإنجليزية: Andy Paton)‏ (2 يناير 1923 - 8 فبراير 2014) هو مدرب كرة قدم ولاعب كرة قدم بريطاني (وحمل سابقاً جنسية المملكة المتحدة لبريطانيا العظمى وأيرلندا) في مركز قلب الدفاع. لعب مع هاميلتون أكاديميكال.

## وصلات خارجية
- أندي باتون على موقع الاتحاد الإسكتلندي (الإنجليزية)
- أندي باتون على موقع قاعدة بيانات كرة القدم.إي يو (الإنجليزية)
- أندي باتون على موقع ناشيونال فوتبول تيمز (الإنجليزية)